# Эрегли (Конья)
Эрегли́ (тур. Ereğli) — город в провинции Конья, Турция. Население — 82 633 чел. (согласно переписи 2000 года), 93 161 чел. (по оценке 2008 года).

## История

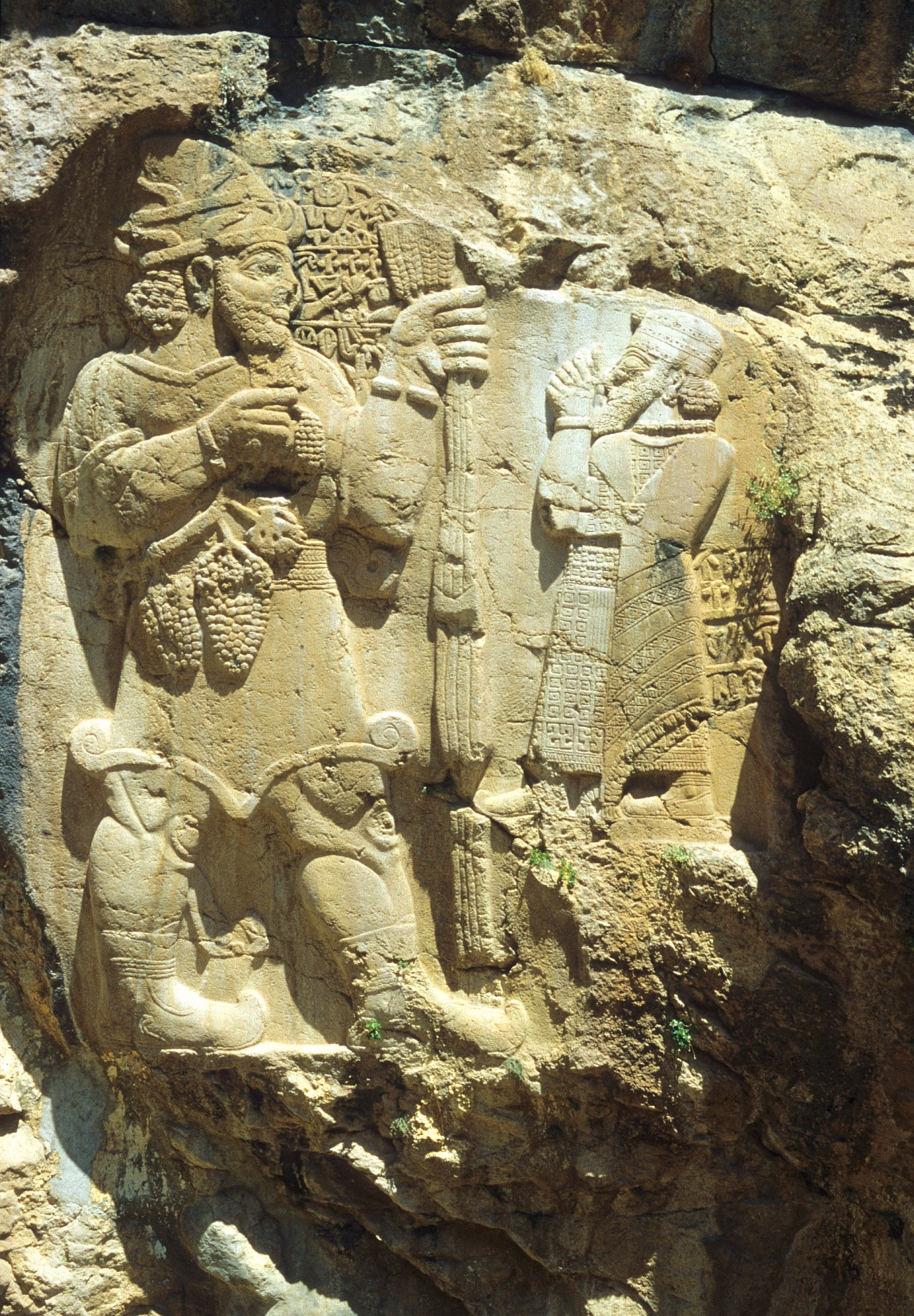
Позднехеттский рельеф (VIII в. до н. э.) из Ивриза

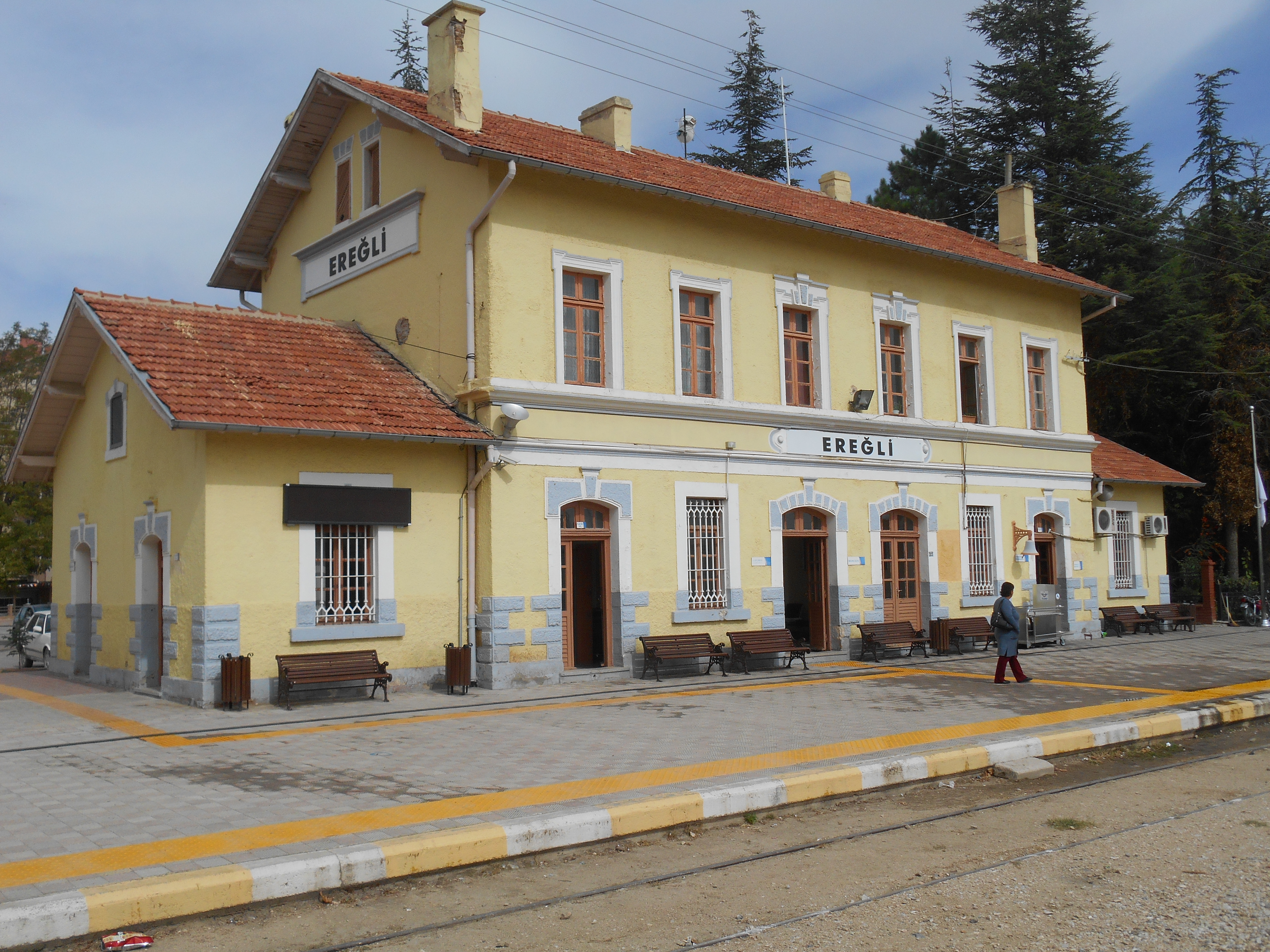
Вокзал

Первоначальное название города (Гераклея) происходит от имени Геракла. Постепенно, с течением времени, название исказилось, превратившись в Эрегли. В 64 году до н. э. город был захвачен римлянами. После раздела Римской империи Гераклея в 395 году оказалась на территории Византии. В IX веке дважды (в 805 и 832 гг.) город захватывали арабы. Во время Первого крестового похода Эрегли был ареной военного противостояния крестоносцев и сарацин. Во второй половине XI века город был захвачен турками-сельджуками. Во второй половине XV века Эрегли перешёл в руки турок-османов. В 1553 году в Эрегли султан Сулейман Великолепный, возвращаясь из похода в Персию, убил своего старшего сына Мустафу по невыясненным до конца причинам.
Серьёзное развитие города началось в 1904 году после постройки железной дороги из Коньи. Ныне Эрегли — промышленно развитый город; основу производства составляет текстильная промышленность.

## Достопримечательности
К югу, в часе езды от города, находится хеттский рельеф, изображающий царя, преклоняющегося перед одним из богов.

## Известные уроженцы и жители
- Шехзаде Мустафа — наследник трона, сын Сулеймана I.
- Али Талип Йоздемир[англ.] — турецкий политик, бывший глава партии Отечества.